# Coenosia ungulipardus
Coenosia ungulipardus är en tvåvingeart som beskrevs av Xue och Feng 2002. Coenosia ungulipardus ingår i släktet Coenosia och familjen husflugor.
Artens utbredningsområde är Sichuan (Kina). Inga underarter finns listade i Catalogue of Life.